# 5. kolovoza
5. kolovoza (5. 8.) 217. je dan godine po gregorijanskom kalendaru (218. u prijestupnoj godini).
Do kraja godine ima još 148 dana.

## Događaji
- 1305. – William Wallace, vođa škotskoga ustanka, pao je u ruke Engleza, koji su ga zatim smaknuli.
- 1403. – U Zadru okrunjen hrvatsko-ugarski kralj Ladislav Napuljski, posljednji kralj okrunjen na hrvatskom tlu.
- 1716. – Austrijske snage od 40.000 vojnika pod vodstvom Eugena Savojskoga porazile tursku vojsku kod Petrovaradina.
- 1872. – U Mornesi utemeljene Kćeri Marije Pomoćnice.
- 1962. – Američka glumica Marilyn Monroe pronađena mrtva u svojemu stanu.
- 1962. – Nelson Mandela osuđen na zatvor, u kojemu će ostati sve do 1990.
- 1963. – SAD, SSSR i Ujedinjeno Kraljevstvo Velike Britanije i Sjeverne Irske potpisale ugovor o kontroli nuklearnoga oružja.
- 1984. – David Crosby osuđen na pet godina zatvora zbog droge.
- 1995. – U operaciji "Oluja" oslobođen grad Knin, koji je bio snažno uporište pobunjenih Srba.
- 2005. – U padu ruskoga helikoptera u Sibiru poginulo svih 15 putnika.
- 2016. – Otvorene 31. Olimpijske igre u Rio de Janeiru, prve na tlu Južne Amerike.

| - 1262. – Ladislav IV. Kumanac, hrvatsko-ugarski kralj († 1290.) - 1397. – Guillaume Dufay, francusko-flamanski skladatelj rane renesanse († 1474.) - 1681. – Vitus Bering, danski istraživač Beringovog prolaza († 1741.) - 1694. – Leonardo Leo, talijanski barokni skladatelj († 1744.) - 1802. – Niels Henrik Abel, norveški matematičar († 1829.) - 1827. – Deodoro da Fonseca, brazilski političar i prvi predsjednik († 1892.) - 1844. – Ilja Jefimovič Rjepin, ruski slikar († 1930.) - 1850. – Guy de Maupassant, francuski književnik († 1893.) - 1862. – Joseph Merrick, engleski ¨Čovjek-slon¨ († 1890.) - 1868. – Jakša Račić, dalmatinski liječnik i političar († 1943.) - 1914. – Stjepan Šulek, hrvatski violinist i skladatelj - 1930. – Neil Armstrong, američki pokusni pilot i astronaut († 2012.) - 1930. – Michal Kovač, slovački političar i prvi predsjednik († 2016.) - 1937. – Brian Marsden, britanski astronom - 1945. – Loni Anderson, američka glumica - 1968. – Marine Le Pen, francuska političarka - 1968. – Colin McRae, škotski automobilist († 2007.) - 1971. – Valdis Dombrovskis, latvijski političar, premijer i povjerenik EK-a - 1985. – Nikša Dobud, hrvatski vaterpolist - 1995. – Marcos Guilherme, brazilski nogometaš | - 1729. – Thomas Newcomen, engleski izumitelj (* 1664.) - 1895. – Friedrich Engels, njemački sociolog, filozof i revolucionar (* 1820.) - 1923. – Vatroslav Jagić, hrvatski jezikoslovac (* 1838.) - 1942. – Ante Jonić, narodni heroj Jugoslavije (* 1918.) - 1955. – Carmen Miranda, portugalsko-brazilska plesačica, pjevačica i glumica (* 1909.) - 1984. – Richard Burton, britanski filmski glumac (* 1925.) - 1998. – Todor Živkov, komunistički vođa Bugarske (* 1911.) - 2000. – Alec Guinness, britanski glumac (* 1914.) - 2010. – Slavica Maras-Mikulandra, hrvatska glumica i pjesnikinja (* 1933.) - 2014. – Petar Šimunović, hrvatski jezikolovac i akademik (* 1933.) - 2019. – Toni Morrison, američka spisateljica (* 1931.) |

## Blagdani i spomendani
- Dan pobjede i domovinske zahvalnosti i Dan hrvatskih branitelja
- Imendan: Snježana